# La alegre casada
La alegre casada es una película mexicana perteneciente al género de comedia de enredos rodada en el año 1952. Dirigida por Miguel Zacarías, propietario de los estudios Zacarías SA, quien juntó por primera vez en una película a dos grandes  cómicos de América Latina, Niní Marshall, en el rol de Cristina y Óscar Pulido.

## Argumento
Cristina es una mujer hogareña y buena ama de casa pero de la noche a la mañana conoce a otro hombre y decide vivir una aventura lejos de su mundo doméstico.
- Datos: Q5965672